# 全像原理
全像原理（英語：Holographic principle），是弦論與預期中的量子重力的性質之一，描述了一個空間的性質可編碼在其邊界上，例如事件視界的類光邊界。
全像原理首先由杰拉德·特·胡夫特提出。之後經李奧納特·蘇士侃演繹出弦論版本的全像原理，他將特·胡夫特與查爾斯·索恩的成果做結合。1997年由胡安·馬爾達西那提出的AdS/CFT對偶是全像原理的特例。
拉斐爾·布索表示：索恩於1978年提出弦論的低維度描述可使重力從中自然而生的結果，是一項全像原理的成果。
全像原理認為目前所見的宇宙是真實宇宙的投影。以較宏觀的觀點來看，此原理指出了整個宇宙可視為一個呈現在宇宙學視界上的二維資訊結構，而日常觀察到的三維空間則是巨觀尺度且低能量的有效描述。值得注意的是，宇宙學全像原理在數學上仍未達精確。
全像原理的靈感來自於黑洞熱力學，黑洞熱力學推測任何區域的最大熵數與半徑平方呈比例關係，而非半徑立方。全像原理觀點認為：所有落入黑洞的物體資訊內容可能會被完全包含在事件視界的表面漲落。在弦論的架構下，全像原理為黑洞資訊悖論提供了解答。
然而，有一些愛因斯坦場方程式的古典解允許熵值大於面積定律所允許的範圍，因此原則上也大於黑洞所具有的熵值。這情形被暱稱為「惠勒的金袋子」（Wheeler's bags of gold）。這些解的存在與全像原理相左，而它們對包含全像原理在內的量子重力理論所造成的影響仍未被全然理解透徹。